# Xyrosaris
Xyrosaris is een geslacht van vlinders van de familie stippelmotten (Yponomeutidae).

## Soorten
- X. acroxutha Turner, 1923
- X. campsiptila Meyrick, 1914
- X. celastrella Kearfott, 1903
- X. dryopa Meyrick, 1907
- X. lichneuta Meyrick, 1918
- X. lirinopa Meyrick, 1922
- X. maligna Meyrick, 1907
- X. melanopsamma Meyrick, 1931
- X. mnesicentra Meyrick, 1913
- X. obtorta Meyrick, 1924
- X. ochroplagiata Braun, 1918
- X. secreta Meyrick, 1912